# Un rostro en la multitud (novela)
Un rostro en la multitud es una novela corta de Stephen King y Stewart O'Nan, publicada originalmente en formato de libro electrónico el 21 de agosto de 2012, al igual que en formato de audiolibro, leída por Craig Wasson.

## Información de fondo
Stephen King y Stewart O'Nan habían trabajado en conjunto previamente en el libro de no ficción Faithful, una crónica de la temporada de 2004 de los Red Sox de Boston. En Faithful, durante una discusión acerca de ver béisbol en la televisión, King propone una idea par una historia titulada "Spectators" ("Espectadores"), la cual luego se convirtió en A Face in the Crowd:

Luego está el Juego de la Cara. Lo realizo vigilando a las caras de los espectadores detrás del home plate. [...] Y anoche (recuerden, nunca perdí el hilo del juego durante esto, esa es la belleza del béisbol) tuve esta maravillosa idea para una historia. ¿Qué pasaría si un hombre mirase muchos partidos de béisbol en la televisión, quizá porque se mantiene encerrado o porque es un inválido (o quizá porque está haciendo un libro sobre el tema, pobre imbécil), y una noche ve a su mejor amigo de la niñez, quien murió en un accidente de coche, sentado en uno de los asientos detrás de la valla? ¡Caray! ¡Y el chico aún tiene diez años! Nunca aplaude o vitorea (nunca hurga en su nariz ni utiliza su teléfono celular, para el caso), simplemente se sienta allí y observa el juego... o quizás esté observando al protagonista de la historia, directamente a través de la televisión. Luego de eso, el protagonista lo ve cada noche en cada juego, algunas veces en Fenway, otras en Camden Yards, a veces en CreepyDome, allá en Toronto, pero cada vez hay más personas a las que el pobre loco conocía, sentadas alrededor del muchacho: sus amigos y familiares muertos, todos sentados al fondo en el estadio. Podría llamar a la historia "Espectadores". Creo que es un pequeña idea muy desagradable.

Más tarde, al dar una charla y leer un extracto de sus avances en el trabajo sobre su novela en progreso Doctor Sleep en el Festival del Libro de Savannah, en Savannah, Georgia, el 19 de febrero de 2012, King mencionó la misma idea nuevamente. Luego de describir la esencia de la misma, King afirmó que desconocía cómo terminaba la historia, entonces dijo al público, "Voy a darles esta historia a ustedes, para que ustedes la escriban". Dicho sea de paso, Stewart O'Nan se encontraba entre el público.